# Potentilla illudens
Potentilla illudens es una especie de planta del género Potentilla, perteneciente a la familia Rosaceae.

## Taxonomía
Potentilla illudens fue descrita por Jiří Soják en 1988.

## Distribución
Se encuentra en el territorio de Nepal y Bután.